# 石原凡
石原凡（日语：／ Ishihara Bon，1955年11月22日—2024年2月8日），日本男演員、配音員。KeKKe Corporation最終所屬。出身於神奈川縣。身高172cm。A型血。

## 簡歷
石原凡在未來劇團工作後，加入了Kekke Corporation。
他最初是一名演員，在電視劇和舞台上演過一些小角色，但在2000年代開始從事配音員的工作。
他也曾在富士電視台系列的談話綜藝節目《獅王的餐食》至《獅王的美好一天》中穿著獅子服裝。
雖然他曾因病接受治療一段時間，但2月15日，其所屬公司官方網站發布消息稱，他已於2024年2月8日去世。享壽68歲。

## 人物
興趣：旅行、散步、芝居、看電影。

## 繼任
石原因疾病、死亡而替代或繼任的人員如下：
| 繼任   | 角色名          | 概要作品                        | 繼任初次擔當作品                 |
| ------ | --------------- | ------------------------------- | -------------------------------- |
| 中博史 | 亞歷山大·比克古 | 《銀河英雄傳說 Die Neue These》 | 銀河英雄傳說 Die Neue These 策謀 |

## 演出

### 電視劇
- 週金劇場（日语：金曜劇場 (フジテレビ)） （1983年，富士電視台）
- National週四劇場 男生的家政科（日语：男の家庭科）（1985年，富士電視台）
- 刑事貴族2（日语：刑事貴族）（1991年，日本電視台）
- 刑事貴族3（1992年，日本電視台）
- 利物浦湘南學院（日语：湘南リバプール学院）（1995年，富士電視台）
- 處女之路（1997年，富士電視台）

### 電影
- （1991年，松竹富士（日语：松竹富士））

### 舞台
- T. B. Once More公演 
  - 第9回公演（1997年）
  - 第10回公演（1997年）
- 「鐵輪（日语：鉄輪）」～陰陽師～（2003年）—清介
- 黑門☆樂園 Second Unit公演（2005年）
- 松濤Actor's Gymnasium（日语：松濤アクターズギムナジウム）公演—演出
  - 12期生修了公演（2007年）
  - 13期聲優部基礎科發表會（2008年）
- KeKKe Corporation朗讀劇「聲」公演
  - Vol.2（2008年）—舅舅
  - 15週年紀念公演 kekke festa 2011（2011年）
  - Vol.5「寺內貫太郎一家（日语：寺内貫太郎一家）」（2014年）

### 電視動畫
2001年
- 學園戰記無量（日语：学園戦記ムリョウ）（山本忠一）
- 地球少女Arjuna（種子隊員B、副官B、參謀、隊員B）

2002年
- 烏龍派出所（2002年—2004年，老闆、老人、松江寢太郎、魚源）

2003年
- 妮嘉尋親記（面具男、御者）
- 原子小金剛 (2003年版)（胖子、卡瓦德、原始人的父親、船長、校長）
- 宇宙學園Stellvia（議長）
- GAD GUARD（樣品屋）
- 人間交差點（教師）

2004年
- 怪傑佐羅力（國王〈艾爾傑的父親〉、町長、船長〈帕爾的父親〉、老闆、警部）
- 混沌武士（又鬼的喬尼）
- 次元艦隊（諾伊茲、校長）
- 抓鬼天狗幫（大老師）
- 陸奧圓明流外傳 修羅之刻（澤庵宗彭）

2005年
- 機動新撰組 萌之劍 TV（邪罵蒸籠、破壞入道）
- 地獄少女（戶高隆二）
- BLACK CAT（烏德尼）
- 認真地不認真的怪傑佐羅力：神秘寶藏大作戰（湯姆斯、塗壁 等）

2006年
- 光速蒙面俠21（亞津井）
- 銀魂（2006年—2011年，斗夢、死亡之爪／希望之爪）2系列
- 雙面騎士 ～Le Chevalier D'Eon～（蓋爾希伯爵）
- 天保異聞 妖奇士（大工）

2007年
- 魔法少女奈葉StrikerS（雷吉亞斯·蓋茲）
- 遊☆戲☆王 怪獸之決鬥GX（斯卡〈暗黑界的斥候·斯卡〉）
- 新勇者萊汀（日语：REIDEEN）（佐伯廣報官）

2008年
- 艾莉森與莉莉亞（軍曹、警官）
- 二十面相少女（清波）
- 世界毀滅 ～毀滅世界的六人～（老獸人）

2009年
- 塔麻可吉！（2009年—2014年，聖誕老人吉）2系列
- 鋼之鍊金術師 FULLMETAL ALCHEMIST（2009年—2010年，菲仕樂、憲兵A、白衣人、金齒醫生、製作人）
- 元氣媽媽（編輯長）

2010年
- 閃光的夜襲
- 少年犯之七人（醫師）

2011年
- 刀鋒戰士（老貴族）

2012年
- 男子高中生的日常（校長）

2013年
- 有頂天家族（2013年—2017年，下鴨總一郎[7][8]）2系列
- 神奇寶貝超級願望 Season 2 Episode N（特藏）

2015年
- 亞爾斯蘭戰記（巴魯卡西翁）

2016年
- 決鬥大師 VSRF（道明寺·貢薩羅）

2017年
- 王室教師海涅（議長）
- 地獄少女 宵伽（戶高隆二）
- 時間飛船24 逆襲的三惡人（貝比·魯斯）

2018年
- 和風喫茶鹿楓堂（天神猛彥）
- 銀河英雄傳說 Die Neue These 邂逅（亞歷山大·比克古[9]）
- 進擊的巨人（店主）
- 刃牙 (第2作)（梅澤）
- 哆啦A夢 (水田山葵版)（2018年—2021年，市長、家臣）
- 爆釣王（日语：爆釣バーハンター）（聖誕老人）

2019年
- Star☆Twinkle 光之美少女（長老）
- 毛球剛次郎（日语：けだまのゴンじろー）（2019年—2020年，泰藏、毛澤）

2021年
- 比方說，這是個出身魔王關附近的少年在新手村生活的故事（亞薩米國王〈阿巴頓〉）

### 電影動畫
- 殼中少女 燃燒（2011年，大肚男）

### OVA
- 茄子 旅行箱中的候鳥（日语：茄子 スーツケースの渡り鳥）（2007年，歌爾陳柯教練）

### 遊戲
2000年
- NEUES（奧爾巴特·賽爾尼）

2005年
- SIMPLE2000系列 THE 鑑識官（日语：THE 鑑識官）
- 第3次超級機器人大戰α 終焉之銀河

2006年
- 黑貓 ～機械機關的天使～（烏德尼）

2007年
- 亞迦雷斯特戰記（甘茲）
- 灣岸競速（高木優一）

2008年
- 鍛人 白翼之章（日语：カヌチ）（突拉·美亞茲）

2009年
- 鍛人 黑翼之章（突拉·美亞茲）

2012年
- 源狼 GENROH（日语：源狼 GENROH）（原景時）
- 十鬼之絆 ～關原奇譚～（月島勳朗）

2013年
- 十鬼之絆 花結綴（月島勳朗[10]）

2015年
- 亞爾斯蘭戰記×無雙（巴魯卡西翁）

### 廣播劇CD
- 阿麗安蘿德傳奇（日语：アリアンロッド・サガ） 粉絲書 心碎記憶 廣播劇CD「追憶片段」（澤帕·弗林格科特）
- 十鬼之絆系列（月島勳朗）
  - 十鬼之絆 廣播劇CD ～大原女騷動～[11]
  - 十鬼之絆 廣播劇CD ～傳說的果實～[12]
- 暗夜魔法使 粉絲書「星塵之淚」附錄CD有聲劇場「新譯 星之繼承者（日语：星を継ぐ者 (TRPGリプレイ)）」（聖王格雷戈里·比烏斯）
- 華與龍（鷺宮）

### 外語配音

#### 電影
- 黑暗獵人
- 血盟兄弟（英语：Four Brothers (film)）（布拉德福德律師〈肯尼士·威爾許（英语：Kenneth Welsh）〉）

#### 電視影集
- 鐵證懸案 (第7季)（托馬斯·桑德斯〈現在／約翰·柯思義〉）
- CSI犯罪現場 (第4季)（巴迪·溫社長〈保羅·杜利（英语：Paul Dooley）〉）
- 上流名醫
- 結案高手 (第4季)（古廷）
- 迷離境界（英语：The Twilight Zone (2002 TV series)）
- 白宮風雲（巴洛、布羅德里克議員）
- 失蹤現場

#### 電視節目
- 地獄飯店：熱血！再生計劃

#### 動畫
- 芭蕾奇緣（英语：Ballerina (2016 film)）（用務員）

### 電視節目
- 嗚呼！薔薇色的珍生!!（日语：嗚呼!バラ色の珍生!!）（日本電視台）
- 超人氣法律諮詢事務所（日本電視台）
- 秋刀魚&SMAP！美女與野獸的聖誕特別節目'09（日语：さんま&SMAP!美女と野獣のクリスマススペシャル）（日本電視台）
- 獅王的餐食（日语：ライオンのいただきます）、獅王的美好一天（日语：ライオンのごきげんよう）（富士電視台）—負責獅子服裝。

### 廣播節目
- 廣播CD RADIO BLACK CAT （單元嘉賓）

## 腳註

## 外部連結
- 石原凡｜KeKKe Corporation （日語）